# Peeter Saat
Peeter Saat (ur. 11 stycznia 1968) – estoński bokser, mistrz Estonii w wadze ciężkiej w roku 1987, 1993 i 1994, reprezentant Estonii na Mistrzostwach Świata 1993 w Tampere oraz na Mistrzostwach Europy 1993 w Bursie, finalista turnieju Stockholm Open z roku 1993. W roku 1992 był reprezentantem Estonii na turnieju kwalifikacyjnym na Letnie Igrzyska Olimpijskie 1992 w Barcelonie, jednak nie uzyskał kwalifikacji.

## Kariera
W marcu 1992 był uczestnikiem Chemistry Cup w Halle, który uznany został również za turniej kwalifikacyjny na Letnie Igrzyska Olimpijskie 1992. W 1/8 finału przegrał pojedynek ze Szwedem Mikaelem Hookiem, a w pojedynku o trzecie miejsce przegrał na punkty z Włochem Massimo Lodim.
W maju 1993 reprezentował Estonię na Mistrzostwach Świata 1993 w Tampere. Peeter Saat przegrał pojedynek w 1/8 finału z Irlandczykiem Paulem Douglasem, odpadając z rywalizacji. We wrześniu tego samego roku rywalizował na Mistrzostwach Europy 1993 w Bursie, gdzie odpadł w 1/16 finału, przegrywając na punkty z Gruzinem Giorgim Kandelakim. W styczniu 1993 był również finalistą turnieju Stockholm Open w Sztokholmie.
W marcu 1998 reprezentował Estonię na międzynarodowym turnieju Chemistry Cup, który corocznie rozgrywany jest w Halle. Zwycięzcy turnieju uzyskiwali również kwalifikacje na Mistrzostwa Europy 1998. Saat rywalizację zakończył na 1/8 finału, przegrywając z Vladimirem Chanturią.